# العقاب (رصد)

تعديل مصدري - تعديل

العقاب هي إحدى قرى عزلة القارة بمديرية رصد التابعة لمحافظة أبين، بلغ تعداد سكانها 190 نسمة حسب تعداد اليمن لعام 2004.